# آرمز اند اسلیپرز

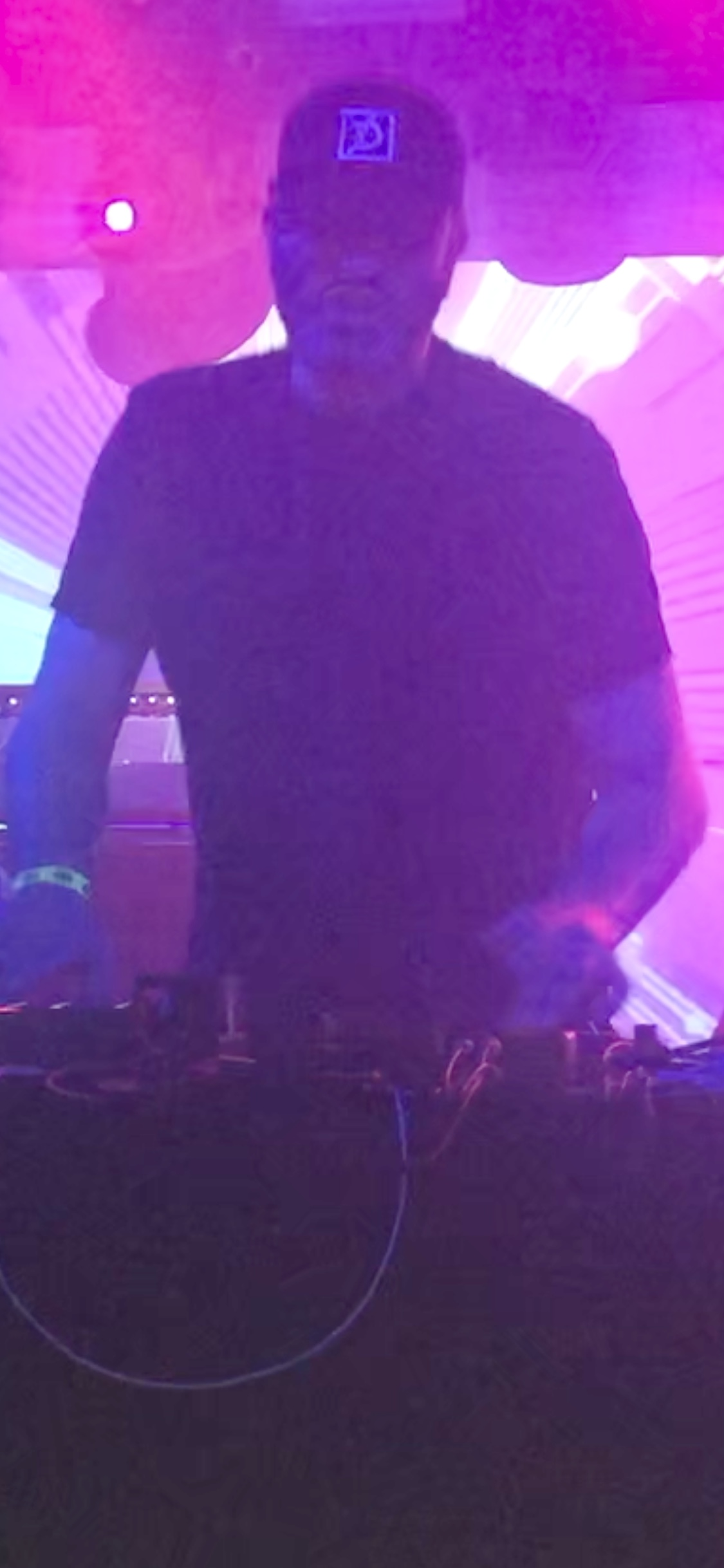
توضیحات: عکس گرفته شده در مونترال، کبک، کانادا در تئاتر Fairmount.

آرمز اند اسلیپرز (به انگلیسی: Arms and Sleepers)، یک گروه موسیقی دو نفرهٔ امبینت/تریپ هاپ آمریکایی است. این گروه در سال۲۰۰۶ توسط مکس لویس و میرزا رمیک تشکیل شد.

## شکل‌گیری
مکس لویس و میرزا رامیک، هردو عضو گروهی پست راک به نام The List Exist در مین نیو برانزویک، نیوجرسی بودند. سه سال بعد در ۲۰۰۶ این گروه منحل شد و لویس و رامیک آرمز اند اسلیپرز را تأسیس کردند. رامیک درباه نام گروه گفته‌است: "عبارت است از جهان امروز، پیشین و شاید آینده. هنگامی که بسیاری در حال جنگ و کشتار هستند (صلاح‌ها) بقیه آن را نادیده می‌گیرند (خواب روندگان).

## ترانه‌شناسی

### آلبوم‌ها
- پاریس سیاه ۶۸ (۲۰۰۷) | Black Paris 68
- ماتادور (۲۰۰۹) | Matador
- دوست من | Friend of Mine
- احساس غربت [نوستالژی] مطلق | Nostalgia for the Absolute
- (۲۰۱۱) The Organ Hearts
- تیم شنا (۲۰۱۴) | Swim Team

### آلبوم‌های چندآهنگه
- سعادت زنده ماندن در آن سپیده دم بود (۲۰۰۶) | Bliss Was It In That Dawn To Be Alive
- آرمز اند اسلیپرز (۲۰۰۷) | Arms and Sleepers
- حرکتی (۲۰۰۷) | Cinématique
- در سکوت (۲۰۰۷) | Lautlos
- راننده (۲۰۰۹) | The Motorist
- از دریای درون مرزی (۲۰۰۹) | From The Inland Sea
- ماتادور - نسخه جایگزین (۲۰۰۹) | Matador Alternate Versions/B-Sides
- موسیقی‌ها ۱(۲۰۱۰) | Instrumentals I
- یک طرح، یک مرد، یک مجرا: پاناما (۲۰۱۱) | A Man, A Plan, A Canal: Panama
- عجله به آرامی | Hurry Slowly

### دیگر
- تعطیلات (۲۰۰۷) | Holiday